# فنیندامین
فنیندامین (انگلیسی: Phenindamine) نوعی داروی آنتی هیستامین و آنتی کولینرژیک است که ارتباط نزدیکی با سیپروهپتادین دارد.